# جائزة كوريا الكبرى 2010
جائزة كوريا الكبرى 2010 هو سباق فورمولا 1 أقيم بتاريخ 24 أكتوبر 2010 في جولا الجنوبية، كوريا الجنوبية. كان السابع عشر من أصل 19 في بطولة العالم لسباقات الفورمولا واحد موسم 2010. حلّ الإسباني فرناندو ألونسو أولا بينما جاء البريطاني لويس هاملتون في المركز الثاني وحصل على المركز الثالث البرازيلي فيليبي ماسا.